# Método dos momentos generalizado
Método dos momentos generalizado (GMM, do inglês: Generalized method of moments) é uma técnica econométrica genérica de estimação de parâmetros de uma equação de regressão desenvolvida como uma extensão ao método de momentos. Sua aplicação é recomendada quando há suspeita de problemas de endogeneidade entre as variáveis explicativas do modelo e o número de momentos é maior do que o número de parâmetros a estimar.
O GMM é considerado uma das técnicas mais avançadas de econometria e sua aplicação é cada vez mais frequente. O método requer que um certo número de momentos sejam especificados.

## Motivação
Considere um modelo de estimação de oferta e demanda de um bem qualquer. Seja {\displaystyle p_{i}} o preço do bem, com o índice "i" representando cada observação deste preço.
1) demanda: {\displaystyle q_{i}^{d}=\alpha _{0}+\alpha _{1}\cdot p_{i}+u_{i}}, onde {\displaystyle q_{i}^{d}} é a quantidade demandada.
2) oferta: {\displaystyle q_{i}^{s}=\beta _{0}+\beta _{1}\cdot p_{i}+v_{i}}, onde {\displaystyle q_{i}^{s}} é a quantidade ofertada.
3) equilíbrio de mercado: {\displaystyle q_{i}^{d}=q_{i}^{s}=q_{i}}
Substituindo a equação 3 nas equações 1 e 2, podemos transformar as três equações em duas.
1) {\displaystyle q_{i}=\alpha _{0}+\alpha _{1}\cdot p_{i}+u_{i}}
2) {\displaystyle q_{i}=\beta _{0}+\beta _{1}\cdot p_{i}+v_{i}}
Dizemos que um regressor (variável explicativa) é endógeno se não for predeterminado, ou seja, se não for ortogonal ao termo de erro. No exemplo acima, o regressor {\displaystyle p_{i}} é necessariamente endógeno nas duas equações, pois é uma função dos dois termos de erro:
{\displaystyle p_{i}={\frac {\beta _{0}-\alpha _{0}}{\alpha _{1}-\beta _{1}}}+{\frac {v_{i}-u_{i}}{\alpha _{1}-\beta _{1}}}\rightarrow Cov\left(p_{i},u_{i}\right)\neq 0,Cov\left(p_{i},v_{i}\right)\neq 0}
Como a correlação entre o regressor e o termo de erro (em cada uma das equações) é diferente de zero, o métodos de mínimos quadrados ordinários (OLS) não pode ser utilizado, pois gera estimadores inconsistentes para {\displaystyle \alpha _{1}} e {\displaystyle \beta _{1}}. Portanto, o método métodos de mínimos quadrados ordinários é um caso muito particular de GMM, que ocorre quando não há correlação entre a variável explicativa e o termo de erro..
Igualmente, o método de variáveis instrumentais (que considera um instrumento para cada variável endógena) e o método dos mínimos quadrados em dois estágios também são considerados casos especiais de GMM.

## Formulação geral e hipóteses
Seja uma equação linear, a ser estimada, na forma matricial:
{\displaystyle y_{i}=\mathbf {x_{i}} {\boldsymbol {\delta }}+\varepsilon _{i},i=1,2,...,n}
onde {\displaystyle \mathbf {x_{i}} } indica um uma um vetor L dimensional (indicando L variáveis explicativas), e {\displaystyle \varepsilon _{i}} indica um termo de erro não observável.
- Seja {\displaystyle \mathbf {z_{i}} } um vetor de instrumentos e {\displaystyle \mathbf {w_{i}} } os elementos únicos e não constantes de {\displaystyle \left(y_{i},\mathbf {x_{i}} ,\mathbf {z_{i}} \right)}.
- Seja {\displaystyle \mathbf {g_{i}} \equiv \mathbf {z_{i}} \cdot \varepsilon _{i}}. Assumimos que {\displaystyle E\left(\mathbf {g_{i}} \right)=0}, ou seja, os instrumentos são ortogonais ao termo de erro.
- Condição de posto:A matriz KXL {\displaystyle E\left(\mathbf {z_{i}} \mathbf {x_{i}} ^{T}\right)={\boldsymbol {\Sigma _{zx}}}} tem posto pleno, ou seja, se u posto é L = número de colunas.
- Condição necessária para a identificação: o número de variáveis pre-determinadas (K) deve ser maior ou igual a L (=número de regressores)

## Propriedades
A ideia do método dos momentos generalizado é usar as condições dos momentos que podem ser encontrados em um problema de estimação de parâmetros com o menor esforço. Assume-se que os dados são processos estocásticos {\displaystyle (Y_{1},Y_{2},\ldots ).}  Na linguagem matemática, inicia-se com uma função (vector de valores) {\displaystyle f} que depende de ambos, os parâmetros e uma simples observação que tem média zero para o valor verdadeiro do parâmetro, {\displaystyle \theta =\theta _{0},} i.e.
{\displaystyle E[f(Y_{i},\theta _{0})]=0.\,}
Para converter essa função em uma estimação de parâmetros, deve-se minimizar a função quadrática associada
{\displaystyle \ {\hat {\theta }}={\text{arg}}\min _{\theta }\left(\sum _{i=1}^{N}f(Y_{i},\theta )\right)^{T}A\left(\sum _{i=1}^{N}f(Y_{i},\theta )\right)}
Onde o sobrescrito {\displaystyle T} denota a transposta, e {\displaystyle A} é uma matriz de ponderações positivo definida. {\displaystyle A} pode ser conhecida a priori ou estimada a partir dos dados da amostra, incorporando obervações e instrumentos.
O método GMM escolhe os coeficientes de forma que os resíduos sejam ortogonais aos instrumentos utilizados.

## História
Atribui-se frequentemente o método GMM a Lars Peter Hansen em artigo na revista Econometrica de 1982. Mas o método tem seus antecedentes nos trabalhos de Karl Pearson sobre o método dos momentos em 1895, e mais na frente nos trabalhos de Fisher (1925) e  Neyman e Egon Pearson (1928) sobre o método MCE que supera a dificuldade do método dos momentos quando se tem mais condições de momentos do que parâmetros a serem estimados (sistema sobre determinado).